# Kappe (geologi)
 For alternative betydninger, se Kappe (flertydig). (Se også artikler, som begynder med Kappe)
En kappe er ingenfor geologien et lag i et planetarisk legeme, der ligger over kernen men under skorpen. Kapper består af bjergarter eller isarter, og er generelt det største og mest massive af de tre lag. Kappen ses særligt i planetariske legemer, der har gennemgået differentiering efter massefylde. Alle klippeplaneter (inklusive Jorden), flere asteroider og nogle planetariske måner har kapper.